# Bagarmossen
Bagarmossen est un quartier du district de Skarpnäck à Stockholm en Suède.

## Situation
Bagarmossen est un quartier de Söderort. 
Le quartier est limitrophe de Kärrtorp au nord, la Skarpnäcks gård au sud et au sud-ouest et la commune de Nacka à l'est.

## Constructions
À l'exception de Byälvsvägen, construit vers 1970, la quasi-totalité de Bagarmossen est une banlieue bien préservée des années 1950. Bagarmossen a acquis une certaine reconnaissance internationale lorsque le quartier a été construit grâce à une séparation cohérente du trafic piétonnier et routier avec de nombreux sentiers et tunnels piétonniers, et au fait que les maisons sont bien intégrées dans la nature.
Les quartiers anciens des années 1950 sont constitués d'un mélange de maisons multifamiliales basses et de zones de maisons individuelles. 
Il y a deux écoles primaires à Bagarmossen : l'école de Bagarmossen et l'école de Brotorp. La municipalité prévoit une extension de Bagarmossen et Skarpnäck jusqu'en 2030 avec environ 2 500 logements dont une nouvelle école.

## Transports
La station Bagarmossen est sur la ligne T17 du métro de Stockholm.

## Galerie

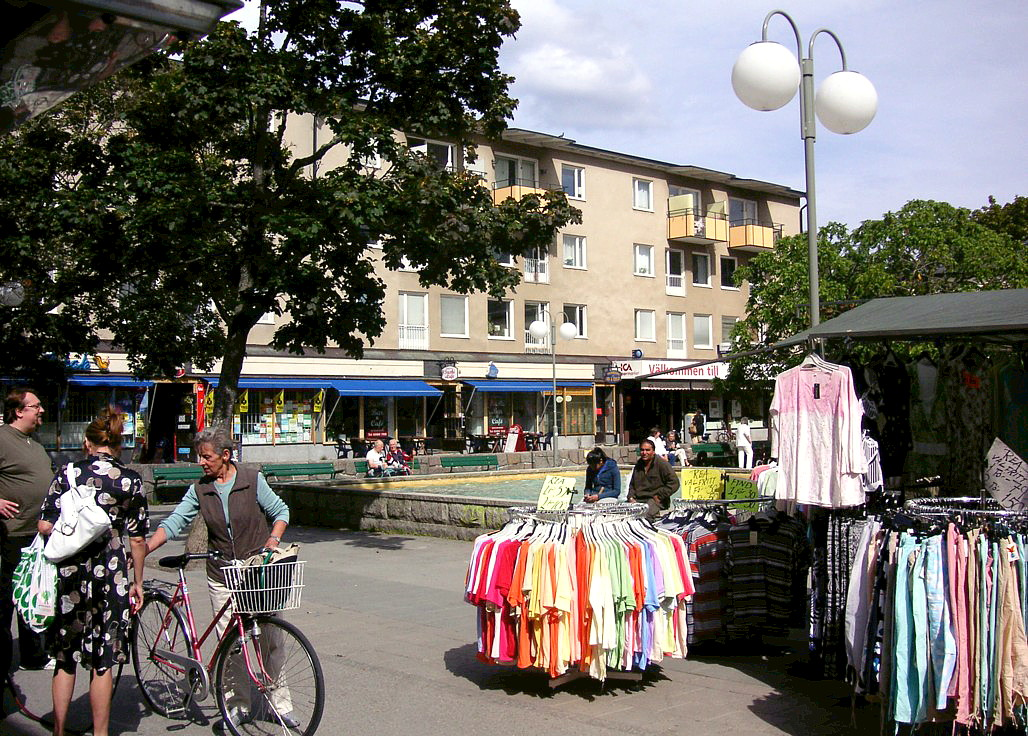
Place Lagaplan au centre de Bagarmossen.
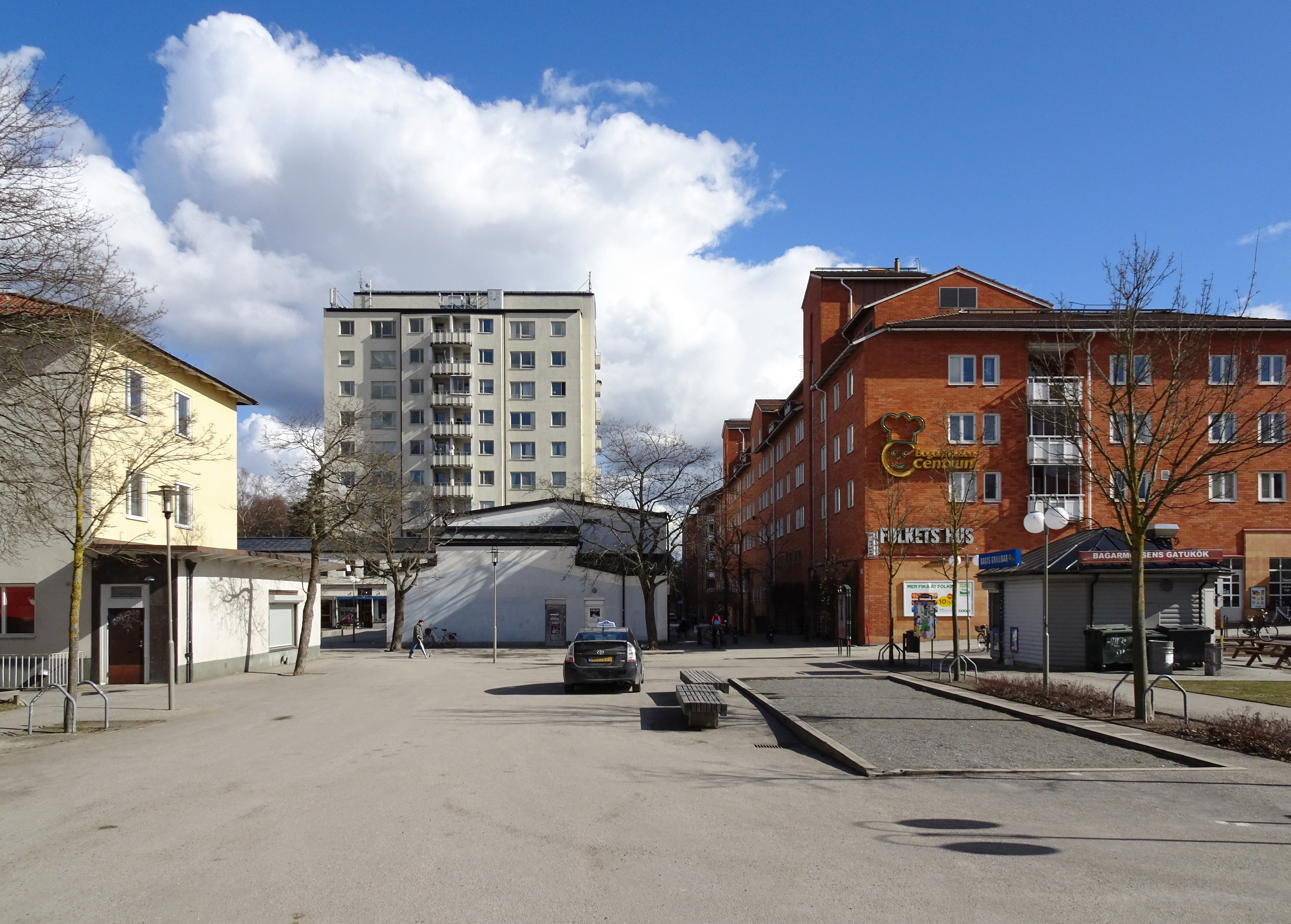
Le centre de Bagarmossen.
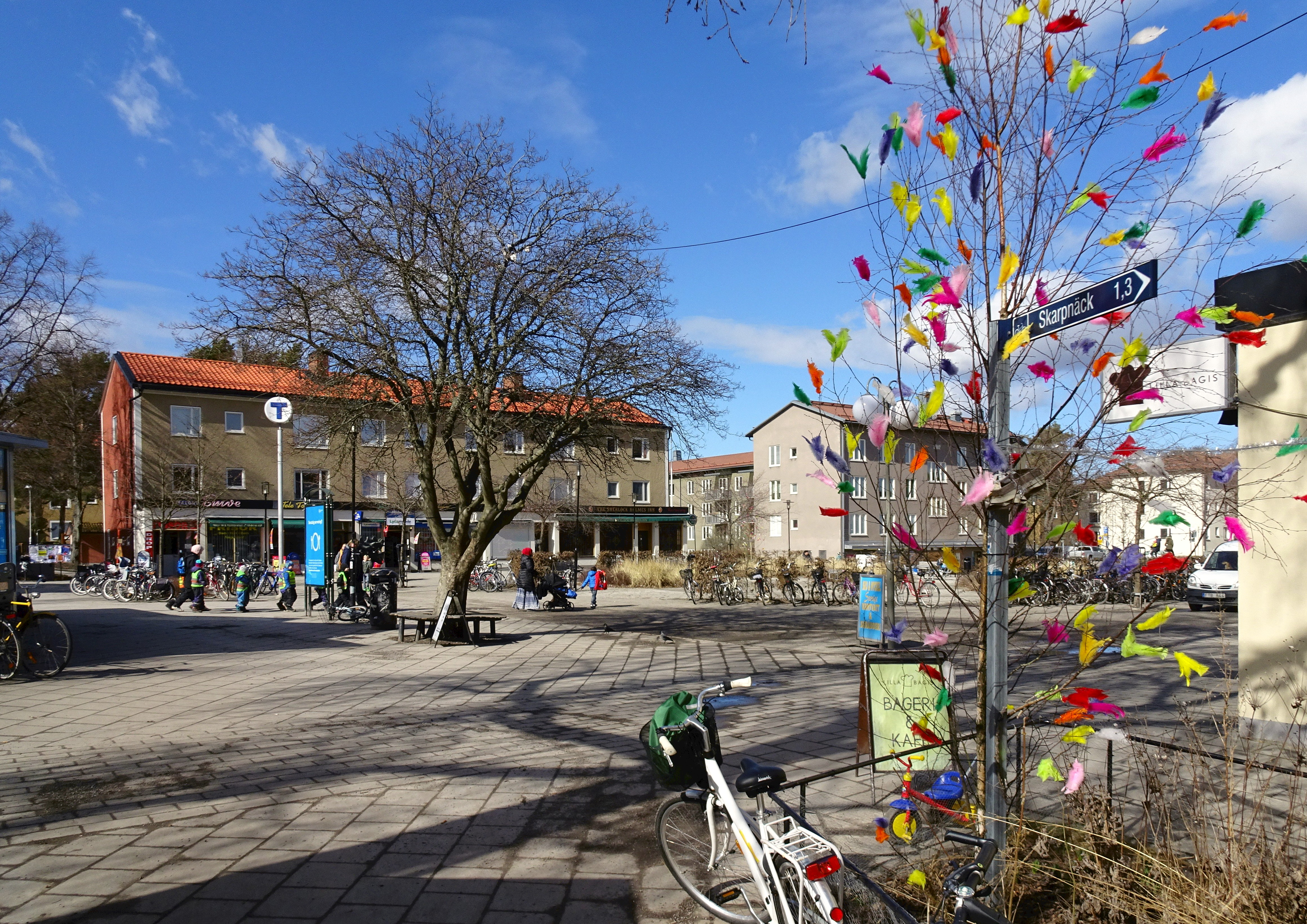
Le centre de Bagarmossen.
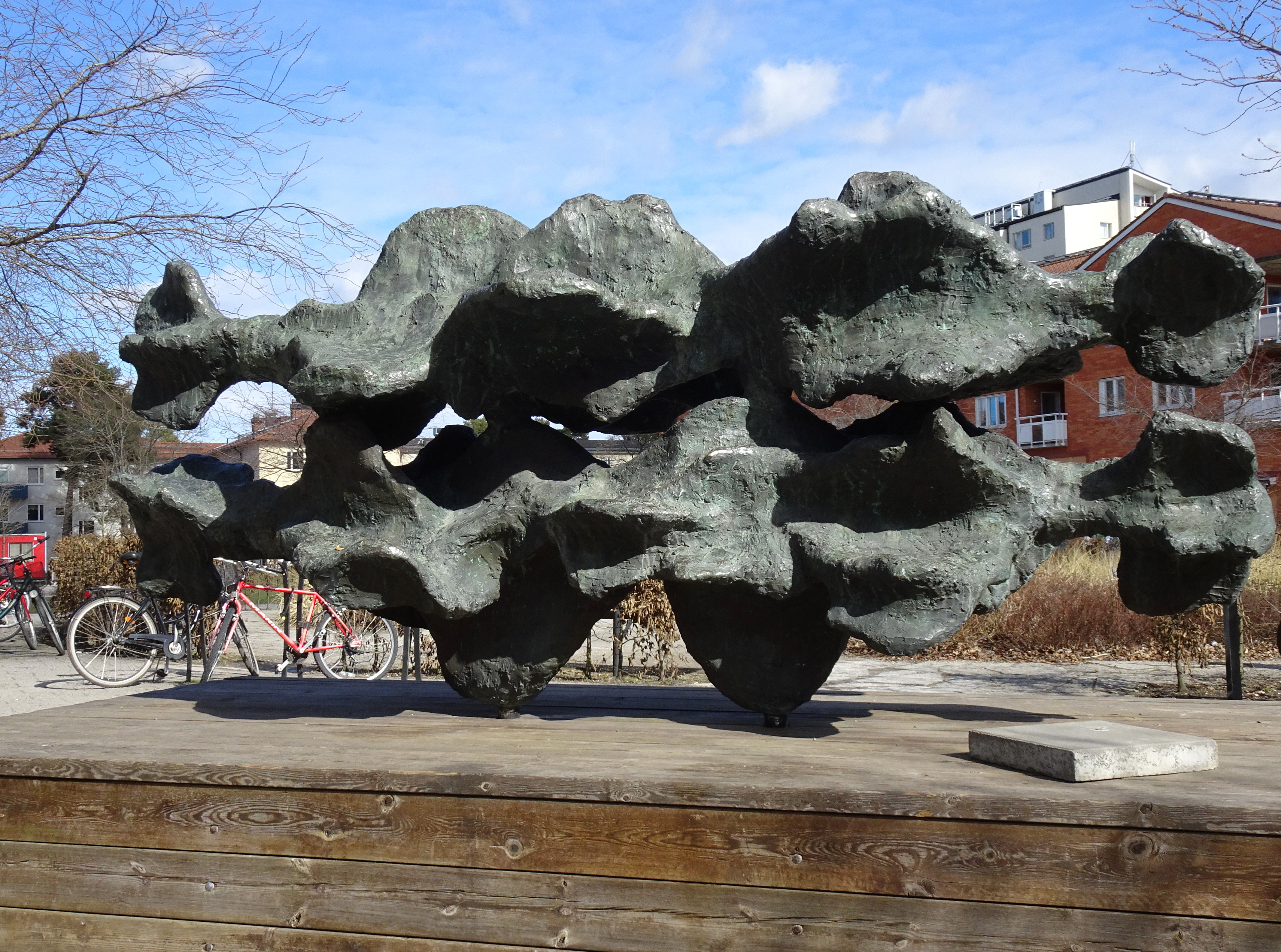
Varandras spegel de Börje Lindberg.

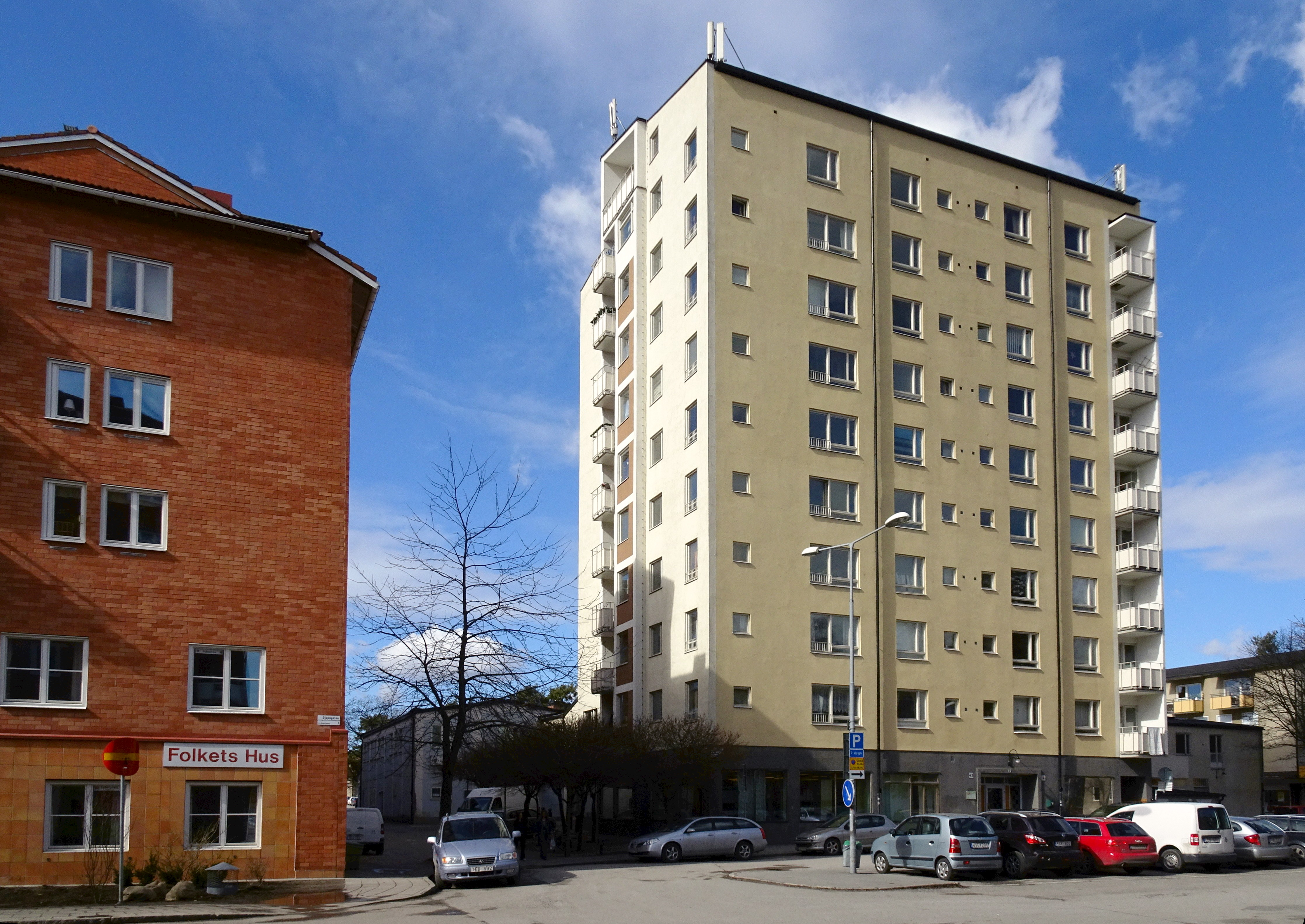
Centre.
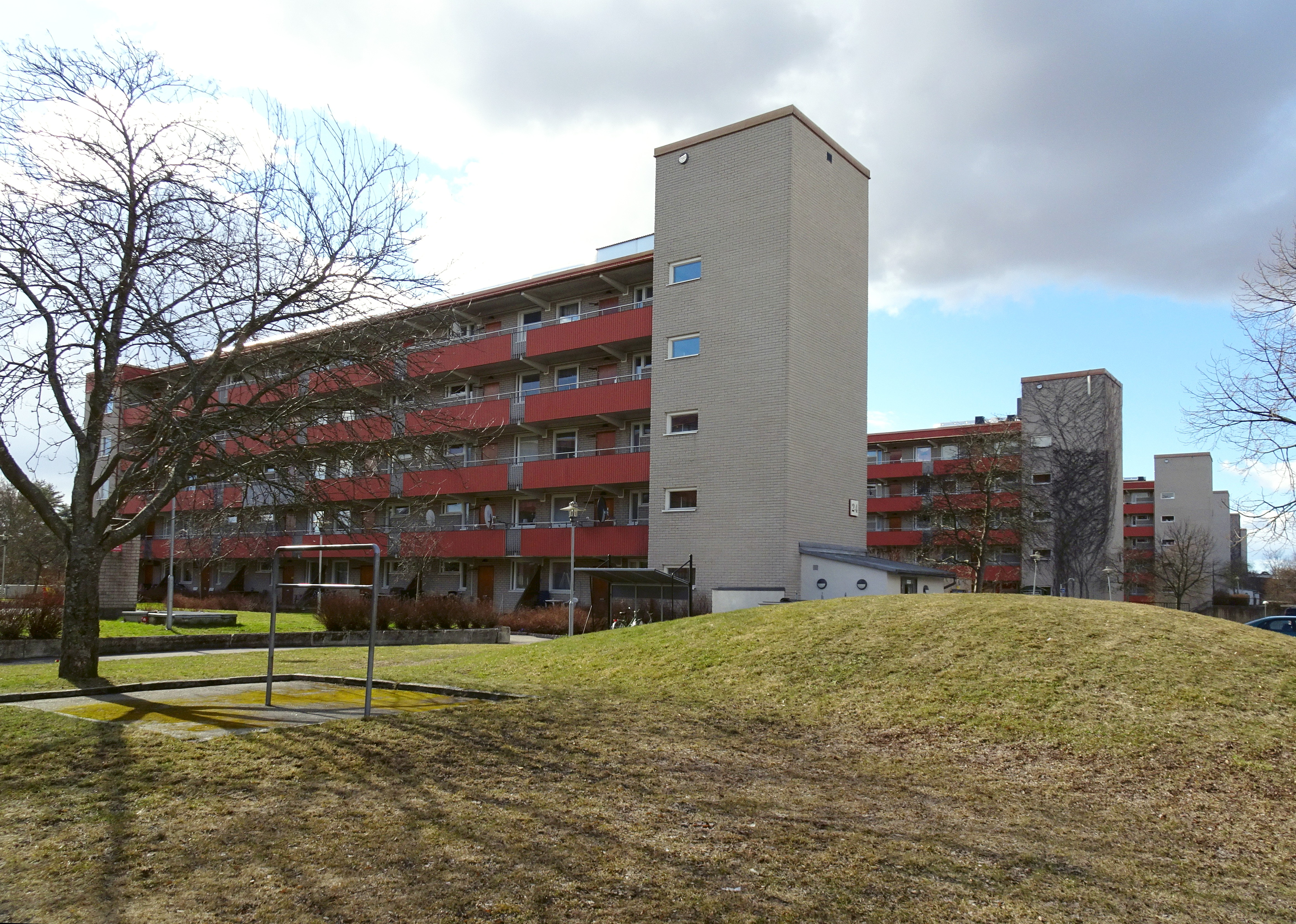
Centre.
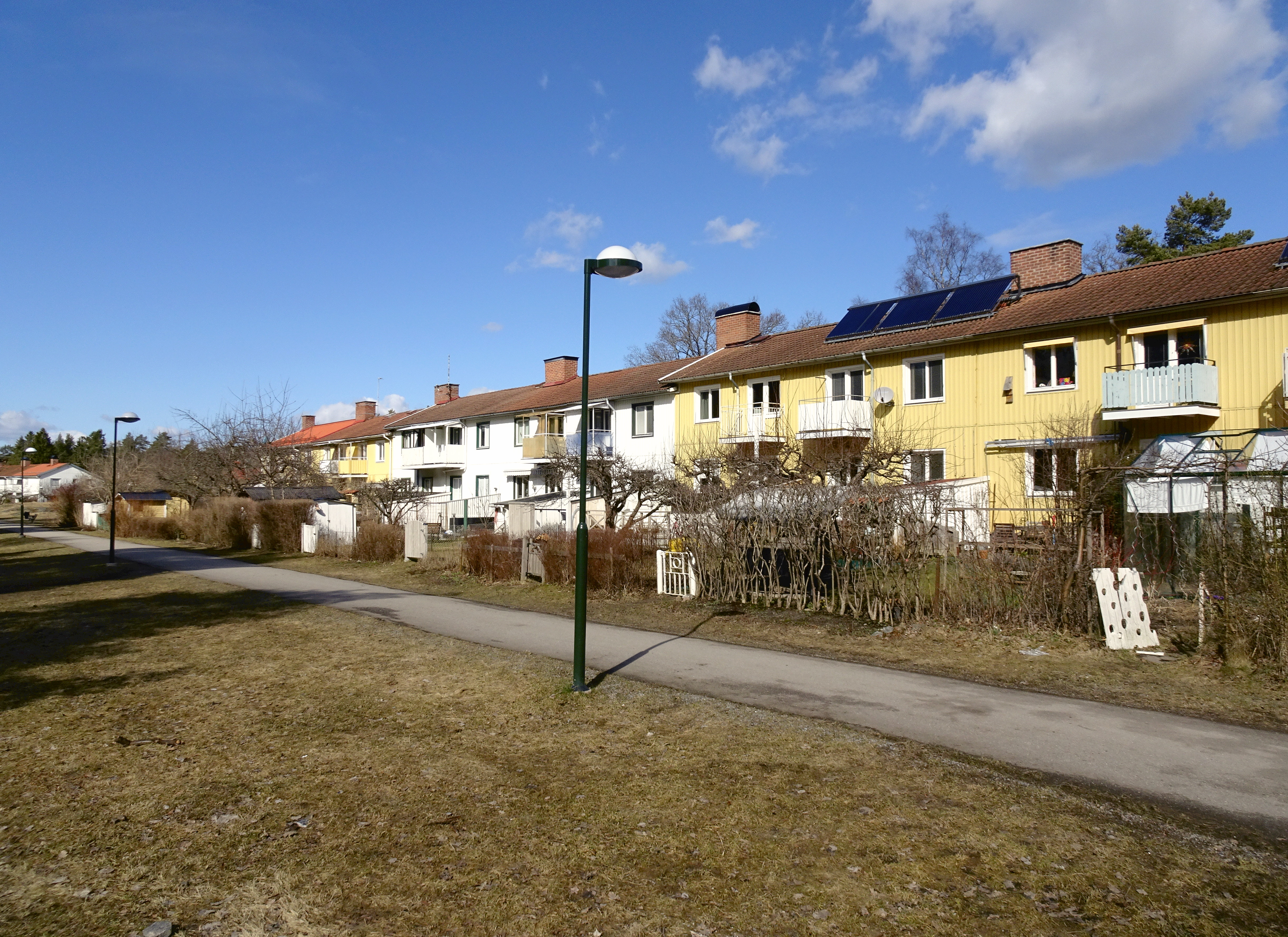
Letstigen.
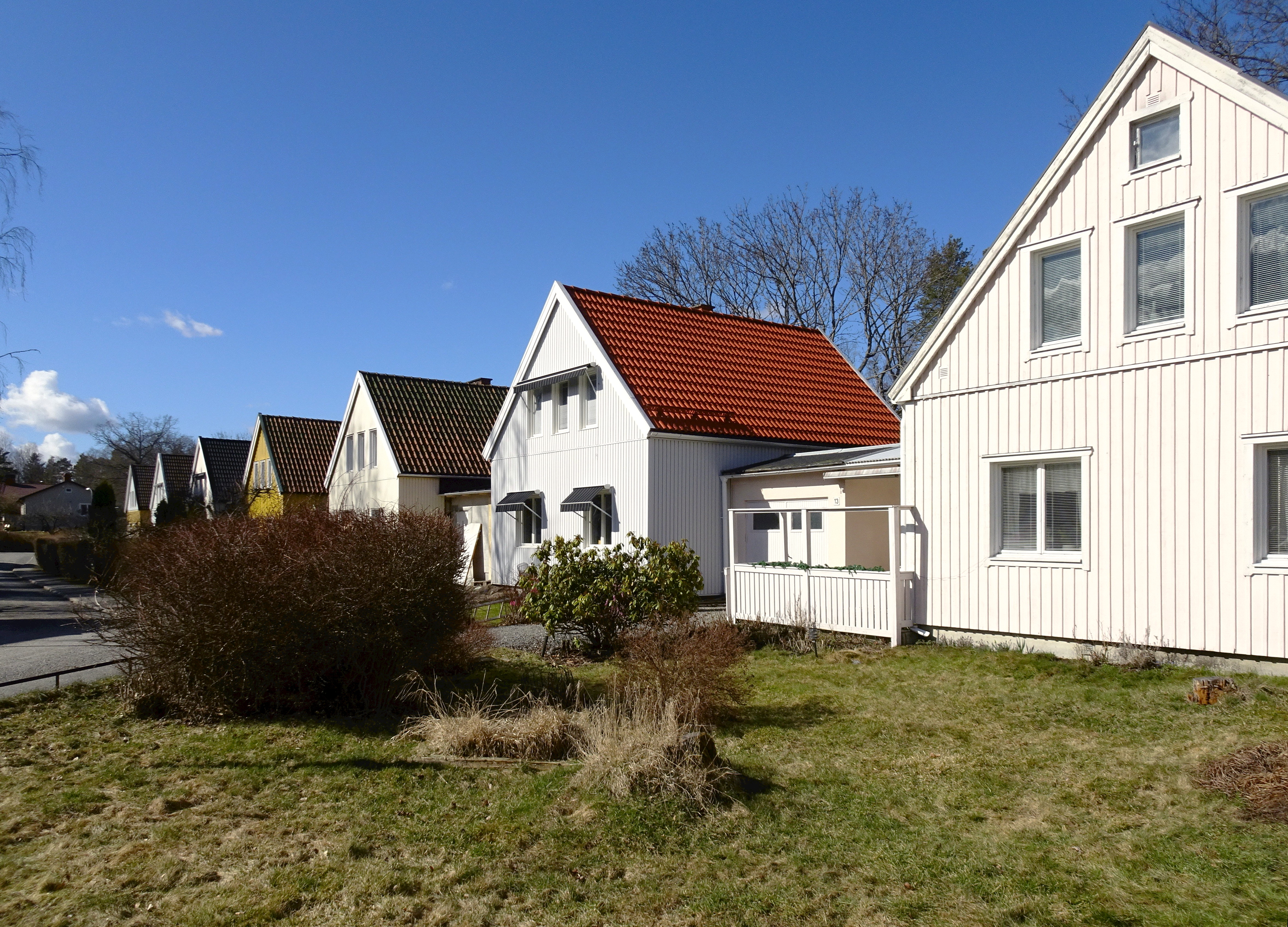
Fyrisgränd.

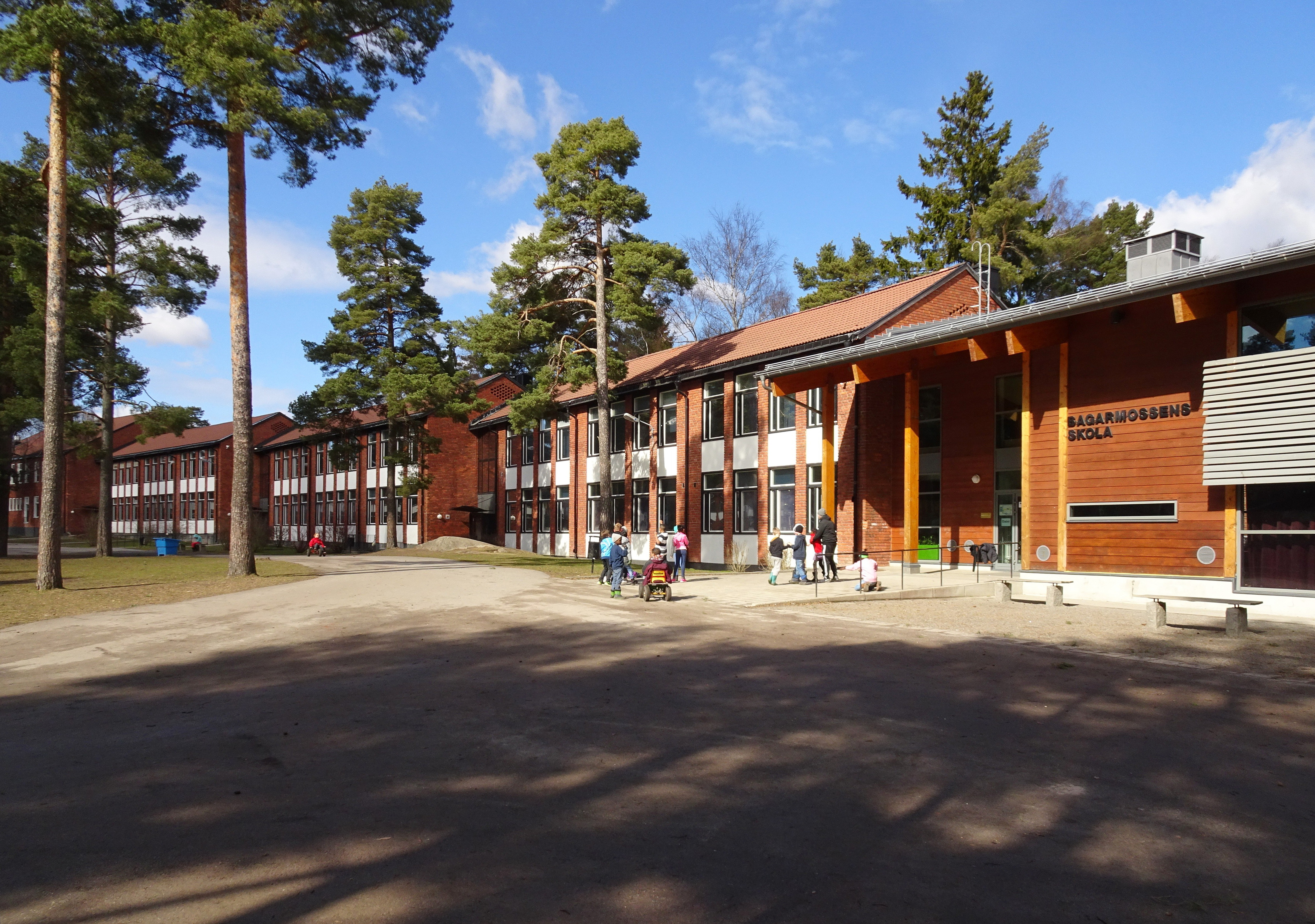
École de Bagarmossen.
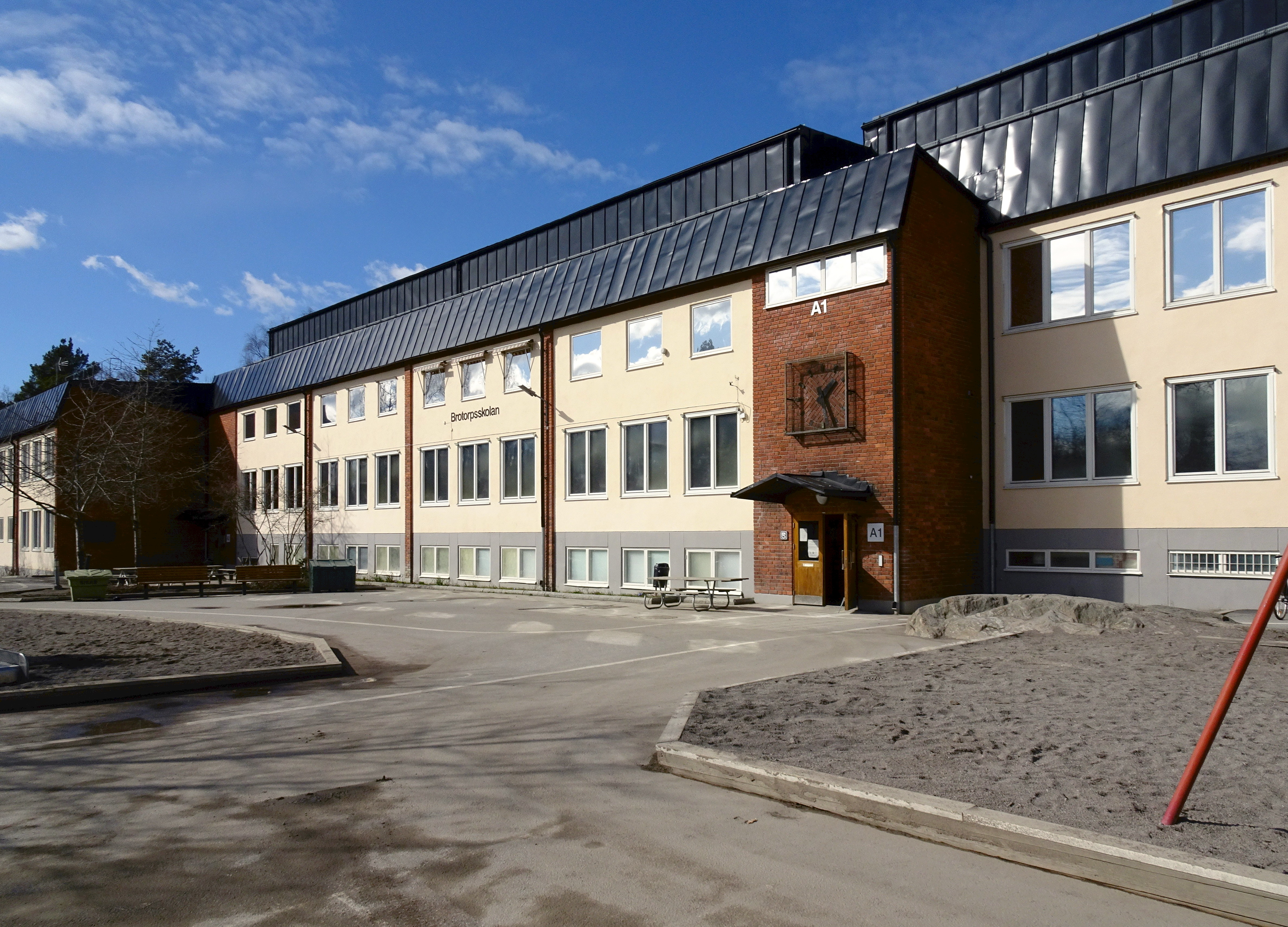
École de Brotorp.
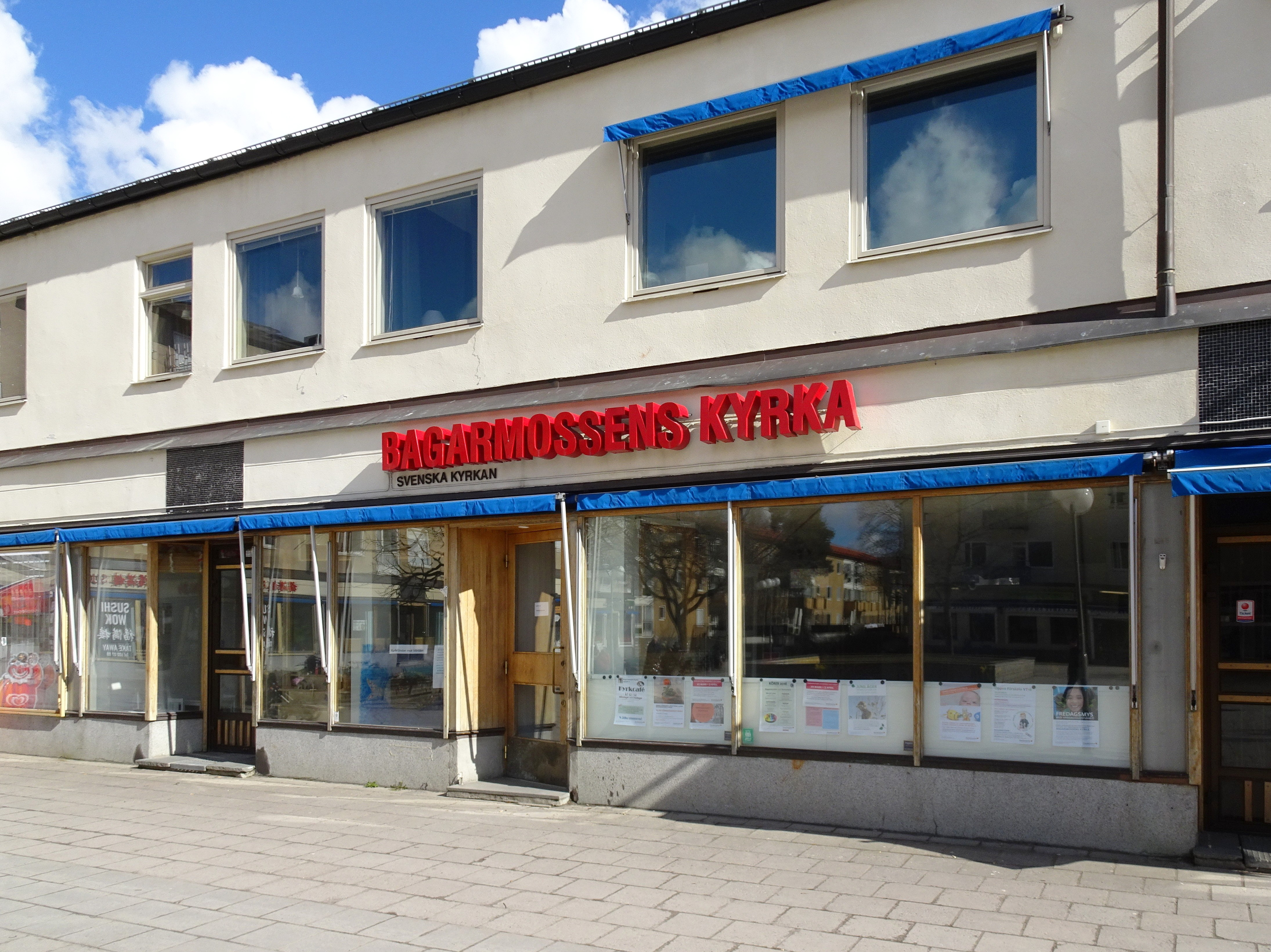
Église  de Bagarmossen.
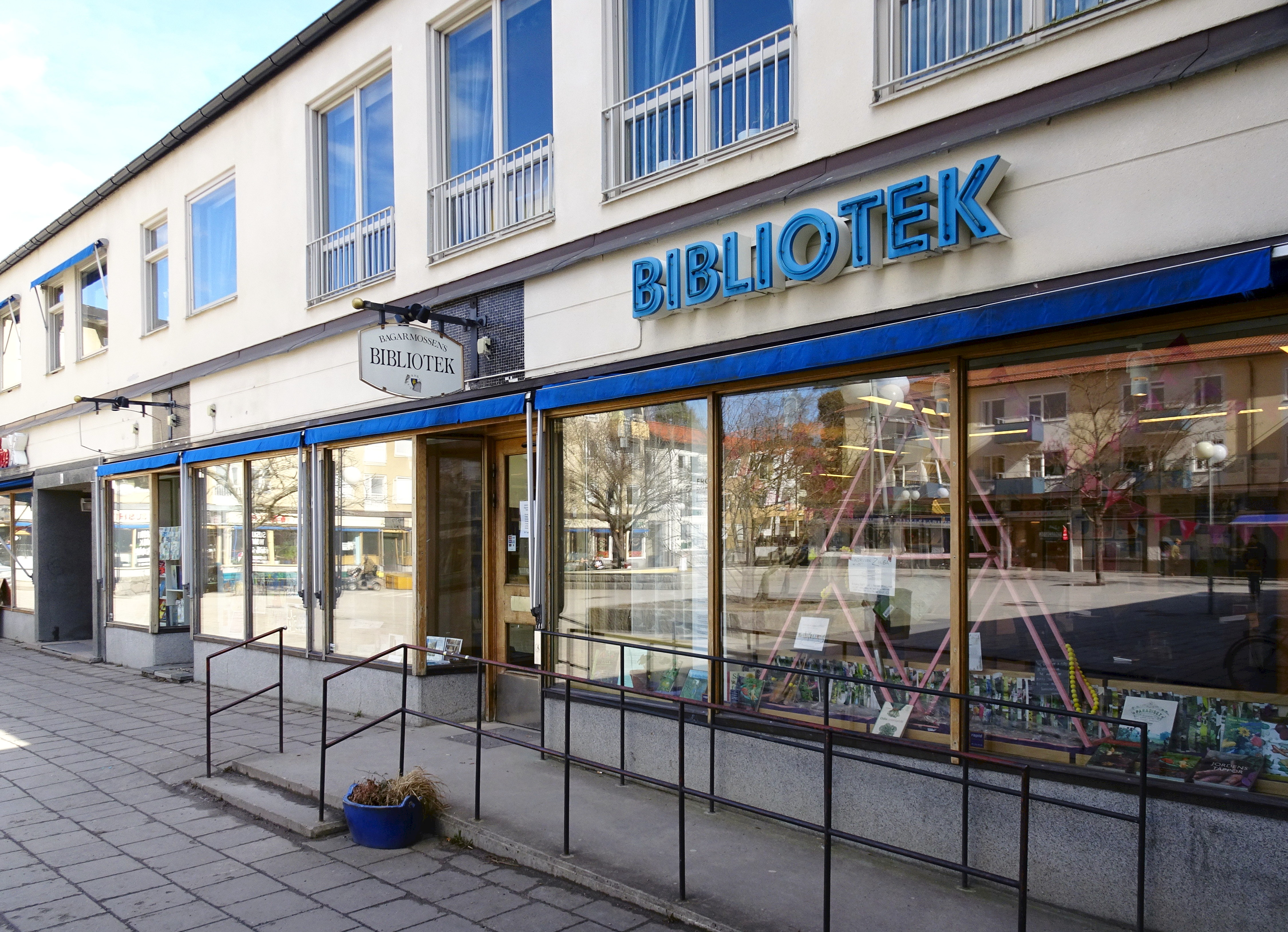
Bibliothèque de Bagarmossen.